# Departamento de Medicina (Universidad de Pamplona)
El Departamento de Medicina es una de las 9 unidades académicas de la Facultad de Salud de la Universidad de Pamplona. Está ubicado en el municipio de Pamplona (Colombia) y se encarga (como su nombre lo indica) de la carrera de Medicina.
Este programa académico recibió el Registro Calificado por un lapso de 7 años por parte del Ministerio de Educación Nacional, a través de la Resolución N° 5882 del 13 de diciembre de 2005.
En el año 2011 cursan estudios en este departamento aproximadamente 490 estudiantes. El Director es el Dr. Álvaro Uribe Gil .

## Plan de estudios
El plan de estudios del programa de Medicina se divide en 12 semestres. Los primeros dos se cursan en el municipio de Pamplona, mientras que los diez periodos académicos restantes se llevan a cabo en la Clínica Universitaria de Norte de Santander y el Centro de Estudios de Villa del Rosario, donde se cuentan con las aulas y adjunto los sitios de Prácticas.
Del total de materias, tres son en línea, es decir que para tomarlas se debe asistir a las bibliotecas virtuales del campus universitario e inician una semana después de haber empezado labores académicas en la institución. Estas materias son: Cátedra Faria, Cívica y Constitución, y Habilidades Comunicativas.
A continuación, la lista de materias para cada semestre basados en nuevo Pensum 2009:
- Primer semestre:

Biología Médica,
Biofísica Médica,
Química Médica,
Laboratorio Ciencias Básicas I,
Curso Primer Respondiente,
Informática Médica,
Comunicación Médica,
Cátedra Faría.
- Segundo semestre:

Morfología Médica,
Biología Molecular Médica I,
Bioquímica Médica I,
Procedimientos Básicos en Salud,
Neuroanatomía Clínica.
- Tercer semestre:

Fisiología Médica,
Bioquímica Médica II,
Inmunología Médica,
Laboratorio Ciencias Básicas II,
Ambiente y Salud.
- Cuarto semestre:

Fisiopatología Médica General,
Patología Infecciosa,
Genética Médica Básica,
Bioestadística Médica.
- Quinto semestre:

Farmacología y Toxicología Médica,
Antropología Médica,
Epidemiología Médica,
Sociedad Familia y Salud,
Historia de la Medicina
- Sexto semestre:

Medicina I,
Medicina Preventiva,
Gerencia en Salud.
- Séptimo semestre:

Medicina II,
Electiva e Investigación I,
Salud Pública,
Electiva Sociohumanística I.
- Octavo semestre:

Medicina III,
Genética Médica Clínica,
Electiva e Investigación II,
Gestión y Calidad en Salud,
Electiva Sociohumanística II
- Noveno semestre:

Salud Ocupacional Médica, 
Electiva Sociohumanistica II, 
Electiva II 
Medicina III
- Décimo semestre:

Medicina Forense,
Cirugía II y 
Electiva IV.
Actividad Deportiva, Recreativa y Cultural-Deporte Universitario (Extraplan), 
Cívica y Constitución (Extraplan), 
Informática Básica (Extraplan) 
- Undécimo semestre:

Internado Rotatorio
- Duodécimo semestre:

Internado Rotatorio II.

## Proceso de admisión
Quienes deseen cursar estudios en el Departamento de Medicina de la Universidad de Pamplona deben someterse a un proceso de selección. Se lleva a cabo un proceso cada periodo académico, es decir cada semestre. A final y mitad de año, los aspirantes deben ingresar al sitio web y dirigirse a la sección "Admisiones y registro".
Allí se listan diversas opciones: ingreso por primera vez, simultaneidad académica, cambio de programa, traslado de sede, entre otras. Sea la opción que se escoja, para ingresar al programa de Medicina se requiere presentar las pruebas Saber para 11 Grado, el proceso de inscripción se hace en línea las dos sedes presenciales de la universidad: en Pamplona ("Ciudad Universitaria") o en Cúcuta ("Ciudad Universitaria de la Frontera").

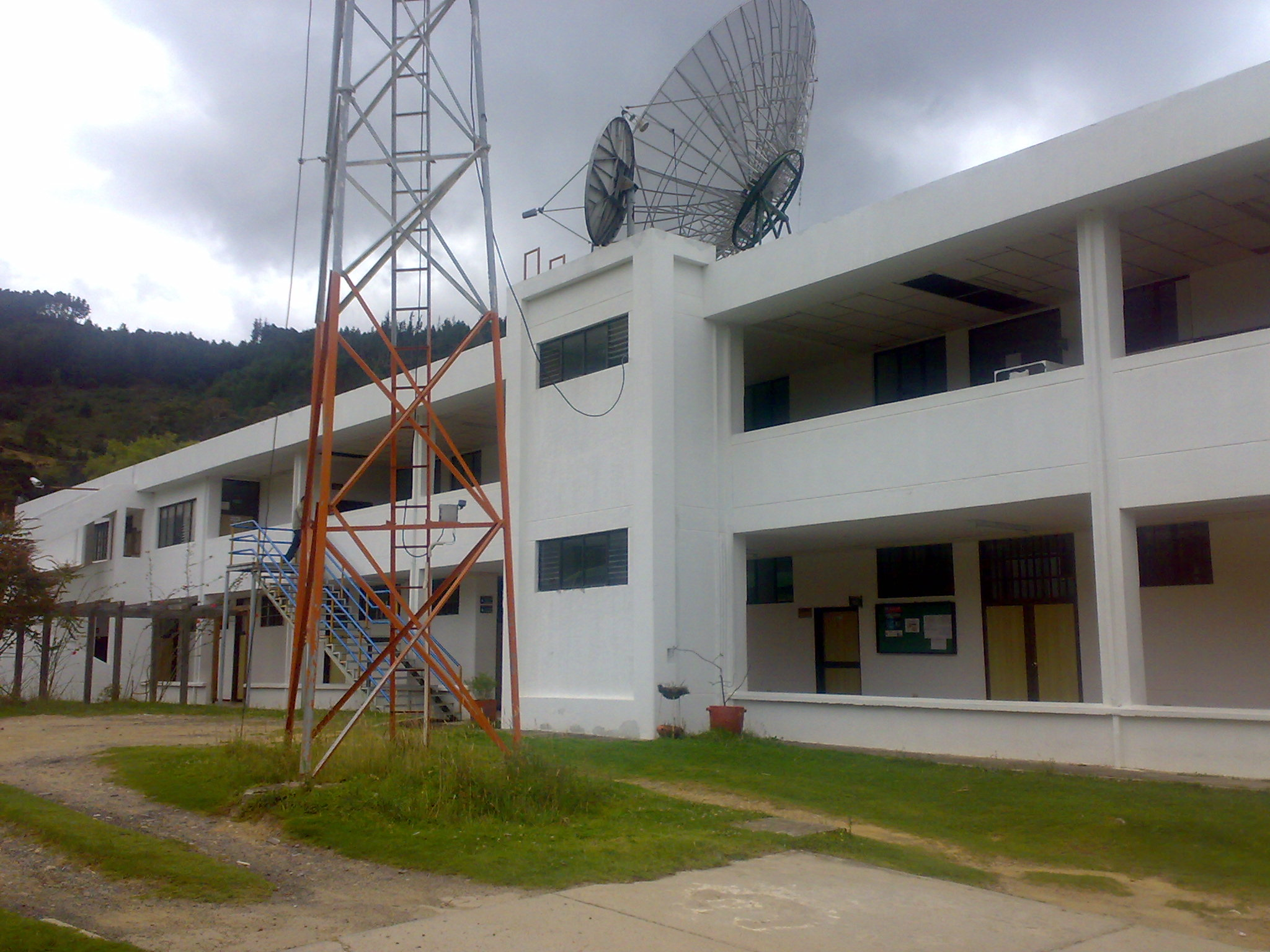
Bloque Enrique Rochereaux

En el proceso de final de año se presentan aproximadamente 1.500 personas, mientras que en el otro (a mitad de año) lo hacen algo más de 500. El promedio de admitidos por proceso es de 60. También se crea una lista de espera de 15 estudiantes. Después de haber sido notificado a través de la página web como admitido, se debe consultar la Matrícula Financiera. Para esto el alumno debe volver a la página inicial de la universidad y dirigerse a la sección "Matrícula Financiera Estudiantes Nuevos (enlace roto disponible en Internet Archive; véase el historial, la primera versión y la última).", que está en la columna central y que se identifica fácilmente con un logo-símbolo compuesto por un signo de pesos y un lápiz. El valor a pagar se determina de acuerdo con el estrato socioeconómico del estudiante, si su residencia es propia, entre otros factores.
Más adelante, se deben enviar los siguientes documentos a la Oficina de Admisiones, Registro y Control Académico: Impresión del reporte de liquidación, consignación por concepto de matrícula financiera y estampillas (fotocopia), diploma de bachiller o del acta de grado (fotocopia), registro civil de nacimiento (fotocopia), libreta militar (fotocopia), Grupo sanguíneo y Factor RH, y Certificado médico. Si es extranjero, debe adjuntar también fotocopia del pasaporte.
Una vez completado este proceso, el nuevo estudiante debe acercarse a la Oficina del Departamento de Medicina, que se localiza en el segundo piso del Edificio Francisco de Paula Santander (Bloque B) para reclamar su carnet. También debe estar pendiente de las fecha de inducción. Generalmente, en este departamento la inducción se realiza en el Teatro Jauregui.

## Funcionamiento

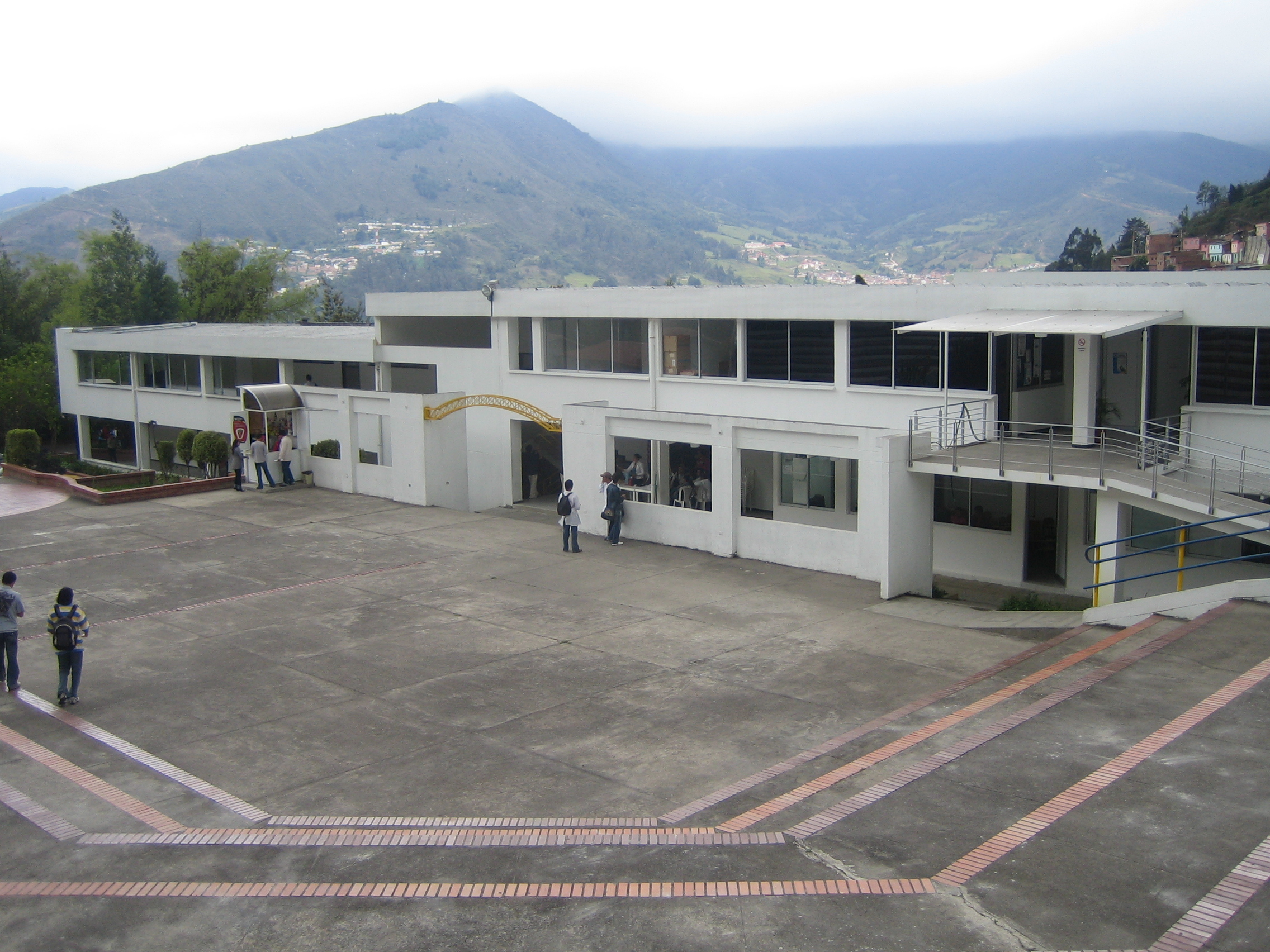
Bloque Camilo Daza

En la actualidad, el departamento solo ofrece el programa académico en pregrado de Medicina. Como ya se ha dicho anterioemente, los primeros dos semestres se cursan en el municipio de Pamplona, y los otros 10 semestres restantes se llevan a cabo en la ciudad de Cúcuta. El Dr. Álvaro Uribe Gil es el actual director del programa de Medicina.

## Dependencias
Los alumnos adscritos a este departamento utilizan prácticamente todas las edificaciones del campus universitario, con excepción del Bloque P, que corresponde a la Facultad de Ciencias Económicas. La dirección del departamento está localizada en el primer piso del Edificio Francisco de Paula Santander (Bloque B), junto con los demás programas de salud. 
Hay varios sitios de práctica, como el Hospital Universitario Erasmo Meoz y la lPS Unipamplona (antigua Clínica del Seguro Social) que fue adquirida por la universidad. El actual director del departamento es el Dr. Álvaro Uribe Gil.

### Anfiteatro
Una de las principales dependencias del Departamento de Medicina es sin duda el anfiteatro. Este escenario es utilizado para la enseñanza de materias como Anatomía, Fisiología y Fisiología, contando al momento con especímenes orgánicos para tal estudio. Se constituye como una edificación independiente de los demás bloques y está localizado 300 m antes de la salida de la universidad.

### Bloque Simón Bolívar

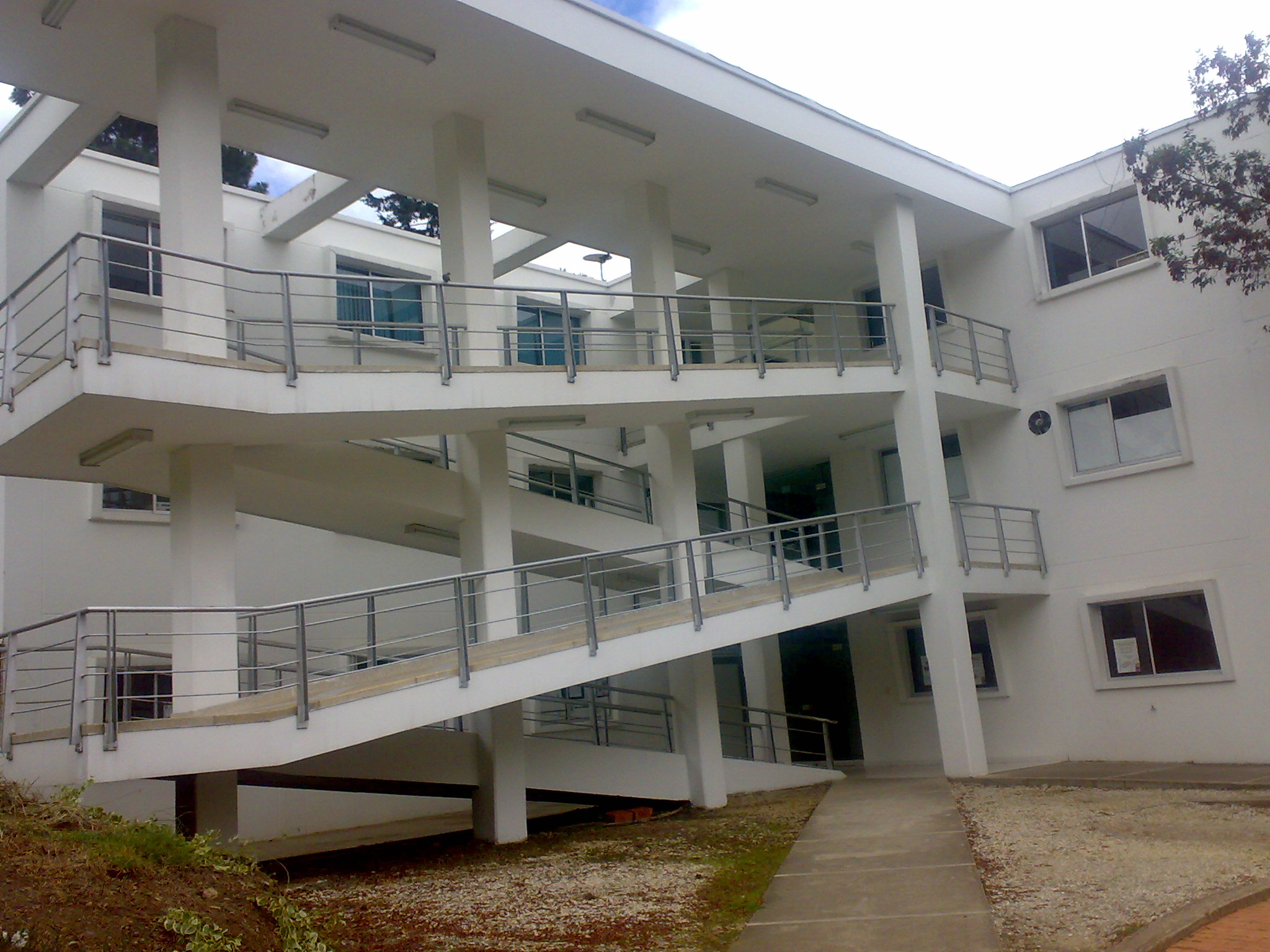
Bloque Simón Bolívar

El Bloque Simón Bolívar es una de las edificaciones más modernas con las que cuenta el campus universitario. Está localizado al costado del Bloque Francisco de Paula Santander. En su interior hay laboratorios de todo tipo: bioquímica, biomecánica, fluidos, automatización, etc.

### Laboratorio de simulación clínica
El Laboratorio de Simulación Médica Avanzada (LaSiMA) se encuentra en el campus de la Ciudad Universitaria de la Frontera y se espera que mediano plazo se convierta en el sitio de referencia para Colombia y América Latina en entrenamiento de Alta Tecnología.
El LaSiMA funciona en un edificio que cuenta con 500 metros cuadrados construidos para ese
propósito. El edificio está dotado con todos los escenarios clínicos habituales para simulación:
consultorios, sala de cirugía, unidad de cuidados intensivos para adultos y neonatos y un área
dedicada a la simulación virtual donde se ubican los simuladores de endoscopio, cirugía
laparoscópica y procedimientos endovasculares.
¿En qué consiste la simulación virtual?
Este método de enseñanza recrea el ambiente donde se desarrolla la intervención en un mundo
virtual generando la sensación táctil a través del uso de programas de computadora. Esta es la
misma tecnología que se usa en los controles de un videojuego, donde el jugador puede sentir la
vibración y los golpes de lo que ocurre en la pantalla de la computadora o del proyector dónde está
mirando la acción que ejecuta.
Al igual que en un videojuego, el ambiente virtual es prácticamente igual al real y las destrezas se
adquieren con la repetición; recientes trabajos de investigación han demostrado que los cirujanos
laparoscópicos que utilizan consolas de juego demuestran mayor habilidad al momento de operar
los pacientes.
La industria aeronáutica también utiliza esta técnica, los pilotos practican muchas horas en
simuladores de vuelo antes de sentarse frente al control de un avión real y sus prácticas en los
simuladores cuentan a la hora de determinar experiencia. En medicina el uso de simuladores
permite aumentar las habilidades quirúrgicas de los cirujanos, disminuyendo la duración de las
operaciones y además reproduciendo todo tipo de complicaciones que puedan encontrar en la vida
real, lo que garantizan un mejor desempeño cuando estas lleguen a ocurrir en sus pacientes

## Enlaces
- Universidad de Pamplona
- Departamento de Medicina - Unipamplona (wiki)
- Consejo Estudiantil Medicina unipamplona

- Datos: Q5260397